# Virtual Instruments
I Virtual Instruments sono "strumenti virtuali" disponibili in diversi formati a seconda del sequencer software utilizzato. Sono disponibili sul mercato i più svariati tipi di strumenti virtuali: pianoforti, sintetizzatori, strumenti a fiato ecc.
Solitamente i Virtual Instruments utilizzano sorgenti MIDI come segnale di ingresso e generano il suono in uscita a seconda dello strumento utilizzato. L'interfaccia grafica dei Virtual Instruments permette i vari settaggi relativi allo strumento caricato. Se ad esempio stiamo utilizzando un sintetizzatore possiamo regolare oscillatori, filtri e altri controlli presenti anche nello strumento reale.
Nei software di registrazione è solitamente possibile caricare più Virtual Instruments contemporaneamente in modo da avere più suoni e strumenti a disposizione. Da tenere in considerazione il carico di memoria RAM e l'utilizzo della CPU. Alcuni Virtual Instruments possono essere molto pesanti e rallentare il sistema.